# Estació d'esquí Virós - Vallferrera
L'Estació d'esquí de fons Virós - Vallferrera, també anomenada de vegades simplement Virós-Vallferrera, és una estació d'esquí de fons situada a les Bordes de Virós, en el terme municipal d'Alins, a la comarca del Pallars Sobirà.
Està situada en el lloc on hi havia hagut la població medieval de Virós, actualment despoblat.
L'estació va obrir l'any 2001. En total té 58 km de pistes d'esquí de fons entre les cotes de 1.290 i 1.970 m. Estan repartides segons dificultat en:
- Circuit verd: 10 km
- Circuit blau: 19 km
- Circuit vermell: 25 km
- Circuit negre: 4 km
- Circuit de skatting: 3,5 km

Forma part de la Mancomunitat per la promoció de l'Esquí Nòrdic.